# Luís Pinto Ferreira
Luís Pinto Ferreira (Recife, 7 de octubre de 1918 — 7 de abril de 2009) fue un abogado, político y escritor brasileño.
Fue miembro de la Academia Pernambucana de Letras, donde ocupaba la silla 6.
Fue profesor universitario, enseñando en la Facultad de Derecho de Recife, donde él también estudió.
En 1962, fue elegido senador suplente por el Partido Laborista Brasileño en la lista de su correligionario José Ermírio de Moraes, llegando a asumir el mandato entre 1962 y 1963. Sus pronunciamentos mientras era senador fueron siempre asociados al gobierno de Jango y su defensa por el nacionalismo económico.

## Libros publicados
Pinto Ferreira publicó más de 200 libros, entre 1937 y 2001.
Algunos de ellos:
- Novos rumos do Direito Público (el primero, en 1937)
- Teoria científica do conhecimento
- Sociologia das revoluções
- Ologênese Ciclo Social
- Teoria do espaço social
- A democracia socialista e o presidencialismo brasileiro
- Princípios gerais do Direito Constitucional moderno
- Tobias Barreto e a nova escola do Recife
- Pernambuco e seu destino histórico
- Teoria geral do Estado
- As Constituições dos estados no regime federativo
- Recordação de Hegel
- História da Faculdade de Direito do Recife
- Educação e Constituinte
- Presidencialismo e parlamentarismo
- A constitucionalização simbólica
- A justiça no estado de direito
- Internet, crimes eletrônicos e criptografia
- Dicionário de Sociologia
- Pequena história da literatura brasileira.